# Drymocallis saviczii
Drymocallis saviczii är en rosväxtart som först beskrevs av Boris Konstantinovich Schischkin och Vladimir Leontjevitj Komarov, och fick sitt nu gällande namn av Soják. Drymocallis saviczii ingår i släktet trollsmultronsläktet, och familjen rosväxter. Inga underarter finns listade i Catalogue of Life.